# Martiusz
Martiusz (ros. Мартюш) – osiedle typu miejskiego w Rosji, w obwodzie swierdłowskim, w rejonie kamieńskim. W 2010 liczyło 3994 mieszkańców.